# Pierwszy rząd Garreta FitzGeralda
Pierwszy rząd Garreta FitzGeralda – rząd Irlandii funkcjonujący od 30 czerwca 1981 do 9 marca 1982.
Zastąpił pierwszy gabinet Charlesa Haugheya. Powstał po wyborach z czerwca 1981. Koalicję utworzyły Fine Gael (FG) i Partia Pracy (Lab.). W lutym 1982 doszło do przedterminowych wyborów, po których do władzy powróciła Fianna Fáil, a jej lider Charles Haughey utworzył swój drugi rząd.

## Skład rządu
- Taoiseach: Garret FitzGerald (FG)[1]
- Tánaiste, minister przemysłu i energii[3]: Michael O’Leary (Lab.)
- Minister środowiska: Peter Barry (FG)
- Minister obrony: James Tully (Lab.)
- Minister rybołówstwa i leśnictwa: Thomas J. Fitzpatrick (FG)
- Minister zdrowia oraz minister spraw społecznych: Eileen Desmond (Lab.)
- Minister finansów: John Bruton (FG)
- Minister pracy oraz minister służb publicznych: Liam Kavanagh (Lab.)
- Minister poczt i telegrafów oraz minister transportu: Patrick Cooney (FG)
- Minister handlu i turystyki[4]: John M. Kelly (FG)
- Minister spraw zagranicznych: John M. Kelly (FG, do października 1981)[5], James Dooge (FG, od października 1981)
- Minister edukacji: John Boland (FG)
- Minister spraw Gaeltachtu: Paddy O’Toole (FG)
- Minister sprawiedliwości: Jim Mitchell (FG)
- Minister rolnictwa: Alan Dukes (FG)